# نيوس بيرغوس (إففويا)
نيوس بيرغوس (Νέος Πύργος) هي مدينة في إففويا في مقاطعة كينتريكي إلادا في اليونان.